# Fukusima Daiicsi atomerőmű
A Fukusima Daiicsi (Fukusima I) atomerőmű (福島第一原子力発電所, Fukushima Dai Icsi ( kiejtés)) egy 2011-ben leállított, 4,5 GW beépített elektromos összteljesítményű, 6-atomreaktoros erőmű Japánban, Fukusima közelében.
Az erőmű 1971. március 26-án kezdte meg a villamos energia szolgáltatását.
2011. március 11-én, a helyi idő szerint 14 óra 46 perckor bekövetkezett tóhokui földrengés és az azt követő cunami romboló hatásaitól elszenvedett súlyos sérülések és az ezáltal kiváltott további rombolás miatt az erőmű lekapcsolódott az elektromos átviteli hálózatról és villamos energiát azóta sem szolgáltat.

## A katasztrófa
Az atomerőmű 2011 március 11-én súlyos sérüléseket szenvedett, emiatt leállították. Azóta a kármentésen folyamatosan dolgoznak. Az erőművi balesetet gyakran a csernobili atomkatasztrófához hasonlítják. Japán a baleset következtében az összes atomerőművét leállította, világszerte pedig az atomenergia kedvező megítélése jelentősen csökkent.